# Acanthominua aridus
Espèce
Synonymes
- Phalangodinella arida González-Sponga, 1987

Acanthominua aridus est une espèce d'opilions laniatores de la famille des Zalmoxidae.

## Distribution
Cette espèce est endémique de l'État de Miranda au Venezuela. Elle se rencontre vers Cristóbal Rojas. 

## Description
Le mâle holotype mesure 2,85 mm et la femelle paratype 2,34 mm

## Systématique et taxinomie
Cette espèce a été décrite sous le protonyme Phalangodinella arida par González-Sponga en 1987. Elle est placée dans le genre Acanthominua par Pérez-González, Ceccarelli, Monte, Proud, DaSilva et Bichuette en 2017.

## Publication originale
- González-Sponga, 1987 : « Aracnidos de Venezuela. Opiliones Laniatores I. Familias Phalangodidae y Agoristenidae. » Boletin de la Academia de Ciencias Fisicas, Matematicas y Naturales, vol. 23, p. 1–562.